# 16223 Racheljoseph
16223 Racheljoseph este o planetă minoră (asteroid), cu un diametru de 5,037 km, din centura de asteroizi. A fost descoperită pe 29 februarie 2000 la Experimental Test Site⁠(d) de Lincoln Near-Earth Asteroid Research. 
Obiectul prezintă o orbită caracterizată de o semiaxă mare de 2,9005823 UAi, o excentricitate de 0,05, o înclinație de 1,59413 ° în raport cu ecliptica.